# Ранавалона III
Ранавалона III (Ампарибе, 22. новембар 1861 — Алжир, 23. мај 1917) била је последња суверена краљица Мадагаскара. Владала је од 30. јула 1883. до 28. фебруара 1897. године и борила се против колонизације од стране Француске. Као млада изабрана је међу неколико квалификованих жена за краљицу и наследницу Ранавалоне II, након њене смрти. Као и претходна краљица, Ранавалона III ушла је у политички брак са чланом Хоба династије, политичаром Раиниаривонијем, који је био премијер Мадагаскара,и  у великој мери надгледао свакодневно управљање краљевством и управљао својим пословима. Ранавалона је покушавала да одбрани колонизацију јачањем трговинских и дипломатских односа са Сједињеним Државама и са Великом Британијом током своје владавине. Француски напади на приобалне луке и на главни град Антананариво на крају су довели до освајања краљевске палате 1895. године, окончавајући суверенитет и политичку аутономију вековног краљевства.

## Ране године
Ранавалона III била је ћерка од Андриантсимианатра, а њена мајка била је принцеза Ракетака, рођена 22. новембра 1861. године у селу Ампарибеу.
Када је била довољно стара да похађа школу, почела је да иде у приватну школу у оквиру Лондонског мисионарског друштва.
Описана је као радно и знатижељно дете са снажном љубављу према проучавању Библије, учењу и читању, а била је изузетно љубазна према наставницима. Даље образовање наставила је у Конгрегационој школи, средњој школи за девојке. Крштена је као протестанткиња у Амбохиманги 5. априла 1874. године. Њени наставници су је описивали као једну од најбољих ученика генерације.
Удала се за племића Ратрима који је преминуо неколико година касније, 8. маја 1883. године у 22 години живота.
Постоје извештаји да је премијер Мадагаскара Раиниаривони отровао њеног мужа из политичких разлога. Ранавалона је склопила брак са Раиниаривонијем из политичких разлога.

## Владавина
Ранавалона III проглашена је краљицом након смрти њене претходнице, Равалоне II, 13. јула 1883. године и преселила се у краљевску палату у Антананариву. Крунисање је одржано 22. новембра 1883. године на њен 22. рођендан, када јој је додељена титула Њено височанство Ранавалона III, по божијој милости и вољи народа, краљица Мадагаскара и заштитница закона нације. Крунисана је у белој свиленој хаљини са црвеним везом и златним украсима.
Као и њене две претходнице, Ранавалона је закључила политички брак, са премијером Раинилаиаривонијем. Улога младе краљице била је у великој мери церемонијална пошто је готово све важне политичке одлуке и даље доносио много старији и искуснији премијер. Ранавалона је често била позвана да говори јавности у име Раиниаиривонија.
Током њене владавине, њена тетка Рамисиндразана била је саветница и имала значајан утицај на суд. Старија сестра Расендраноро чији је син Ракатокомена и кћи Разафинандриамантира живели су са својом мајком и били њени блиски сарадници. Уживала је у плетењу и имала велику љубав према квалитетној одећи, а једина је у Мадагаскару смела да увози одећу из Париза.

## Изгнанство
Нова колонијска Влада Француске одлучује да пресели седиште у град Алжир. У почетку је краљици Ранавалони III дозвољено да остане, али је ипак на суду одлучено да Французи протерају краљицу на острво Реинион, 27. фебруара 1897. године. Њен супруг преминуо је исте године, а она је убрзо пресељена у вилу у Алжир заједно са неколико чланова своје породице. Краљици и њеној породици обезбеђен је угодан живот, укључујући повремена путовања у Париз, али јој никада није дозвољено да се врати на Мадагаскар.

## Смрт
Преминула је од емболије у својој вили у граду Алжиру, 23 маја 1917. године у 55 години живота. Сахрањена је у Алжиру, али су након 21 године њени постхумни остаци пребачени на Мадагаскар, где је сахрањена у краљевској гробници Амбохиманга.

## Одликовања

### Национална одликовања
- Врховни орден реда краљевства (30. 7. 1883).[20]
- Орден Радама II (30. 7. 1883).[20]
- Орден за заслуге (30. 7. 1883).[20]
- Орден за војне заслуге (30. 07. 1883).[20]
- Врховни орден краљевства (30. 07. 1883).[20]
- Орден Равалоне (1896).[20]

### Стране почасти
- Велики крст реда Легије части (18. 1. 1887).[21]

## Галерија
- Ранавалона III око 1889. године
- Биста Ранавалоне III
- Ранавалона III у периоду између 1890—1895
- Портрет
- Краљица у изгнанству